# San Antonio Abad (Albacete)
San Antonio Abad es un barrio de Albacete (España) situado al noreste de la ciudad. Cuenta con edificios de altura y amplias zonas verdes. Tiene 5634 habitantes (2012).

## Toponimia
El barrio toma el nombre de la antigua ermita de San Antonio Abad, construida en el siglo XVI, que se ubicó en la calle Martínez de la Ossa. El señor Tormo en su Guía Levante la describió del siguiente modo:

...interior de tipo basilical, tres naves separadas por columnas toscanas con cubiertas de armadura aparente, salvo el ábside, de nervadura gótica. El retablo mayor del 1600, con muchas tablas de la época, interesante, de autor desconocido de estilo arcaico, bella imagen de San Antón, de fines del siglo XVIII.

El antiguo cementerio de Albacete estuvo situado junto a la ermita entre 1805 y 1879.

## Urbanismo

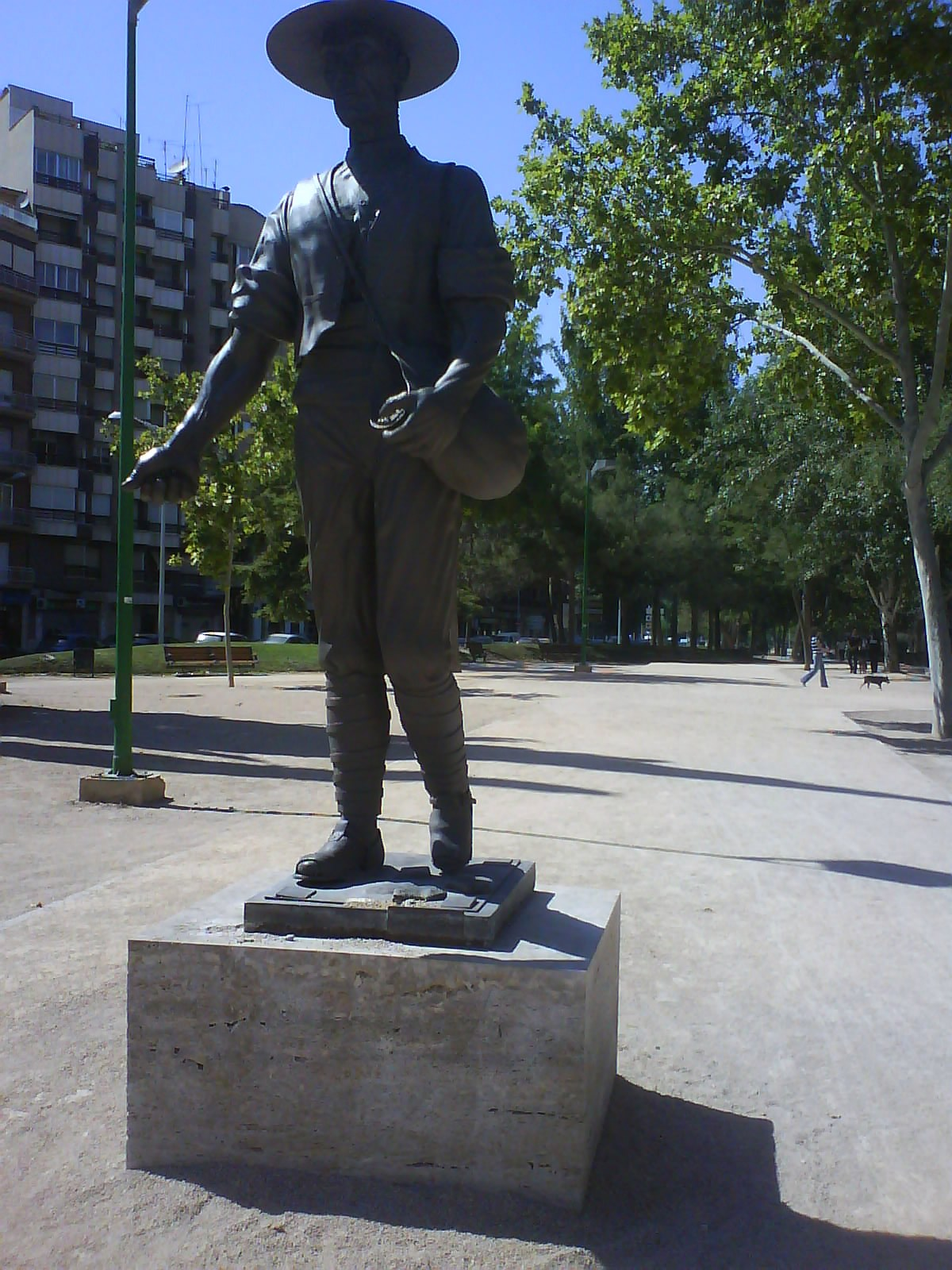
El Sembrador en su antigua ubicación en el Parque Lineal de Albacete

El barrio se caracteriza por sus edificios separados entre sí de gran altura, que conforman el panorama urbano de la ciudad y una de sus zonas de mayor belleza arquitectónica. Cuenta con grandes avenidas y amplias zonas verdes, como una extensa porción del Parque Lineal de Albacete y otras zonas verdes como el parque del Quijote y el parque de San Antonio Abad, bautizado así en 2014 en recuerdo al lugar donde estaba situada antiguamente la ermita de San Antonio Abad.

## Geografía
El barrio, con forma irregular, está situado al noreste de la ciudad de Albacete, entre el Paseo de la Cuba al oeste, la Avenida de la Estación al sur, la calle Poeta García Carbonell al norte y las vías del tren (calles Federico García Lorca, Vicente Aleixandre, del Ferrocarril y Valdeganga) al este. Limita con los barrios Polígono San Antón al sur, Centro e Industria al este y Nuestra Señora de Cubas al norte. Forma parte del distrito E de Albacete junto con los barrios Centro, Industria, La Pajarita, Nuestra Señora de Cubas, Llanos del Águila, Polígono San Antón y Villacerrada.

## Demografía

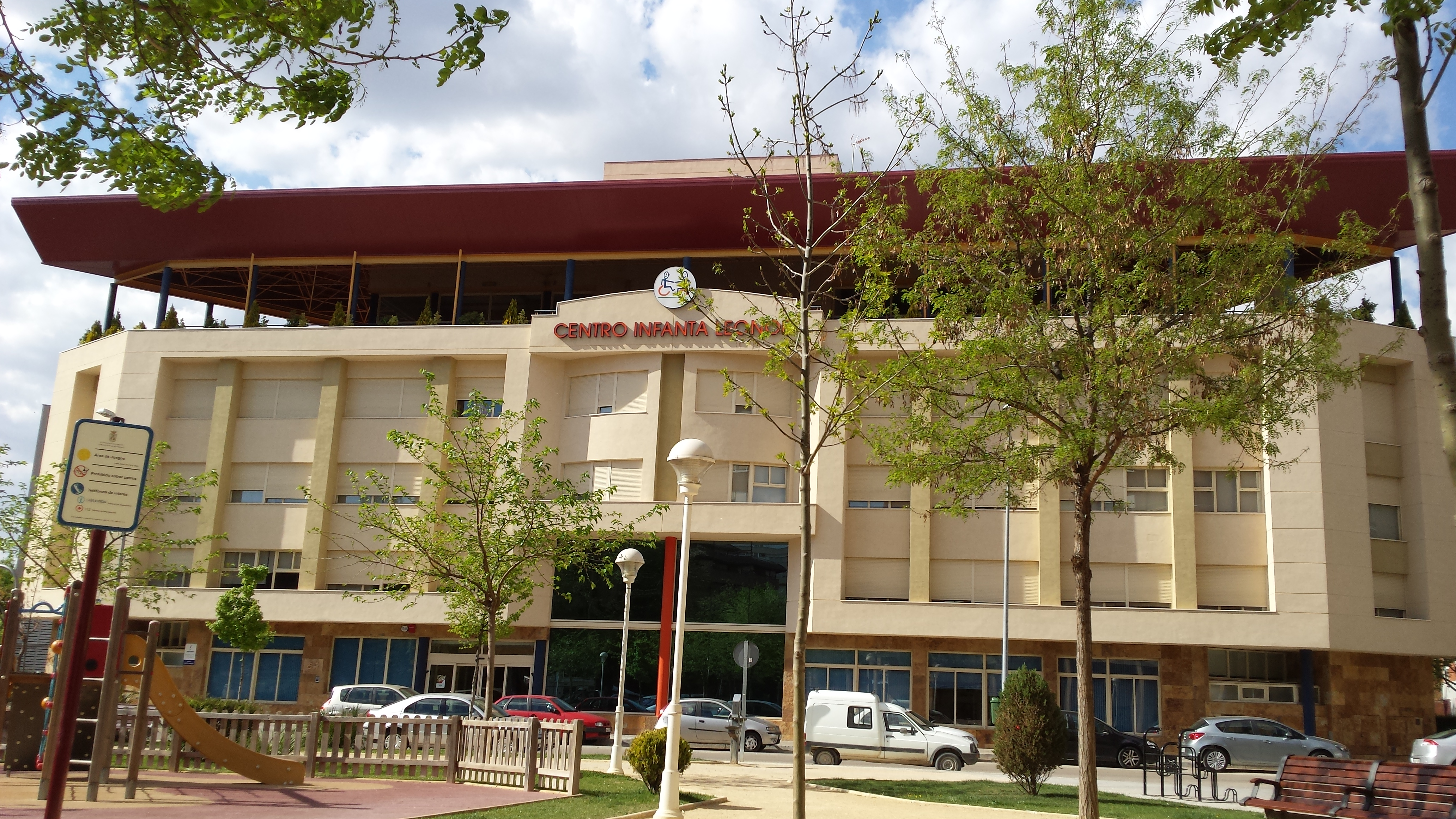
Centro de Atención a Grandes Discapacidades Físicas y Orgánicas Infanta Leonor

El barrio tiene 5634 habitantes (2012): 2838 mujeres y 2796 hombres. Es un barrio ligeramente joven. La población mayor de 65 años supone el 9,07 % del total de la población del barrio, mientras que la población infantil se sitúa en el 16,38 %. El porcentaje de personas que viven solas es del 6,5 %. El nivel educativo del barrio es ligeramente superior a la media de la ciudad.

## Servicios
El barrio de San Antonio Abad alberga, en el ámbito educativo, la Escuela Infantil Municipal Paseo de la Cuba, los colegios públicos José Serna y San Antón y el Instituto de Educación Secundaria Los Olmos. En el ámbito sanitario alberga el Centro de Salud Zona 6 de Albacete. En cuanto a los servicios sociales, acoge el Centro de Atención a Grandes Discapacidades Físicas y Orgánicas Infanta Leonor y el Centro Sociocultural San Antonio Abad, sede de la asociación de vecinos del barrio y de la Sociedad Micológica de Albacete. Además, la Casa del Deporte de Albacete, sede de numerosas federaciones deportivas de Castilla-La Mancha, se ubica en el barrio.

## Monumentos

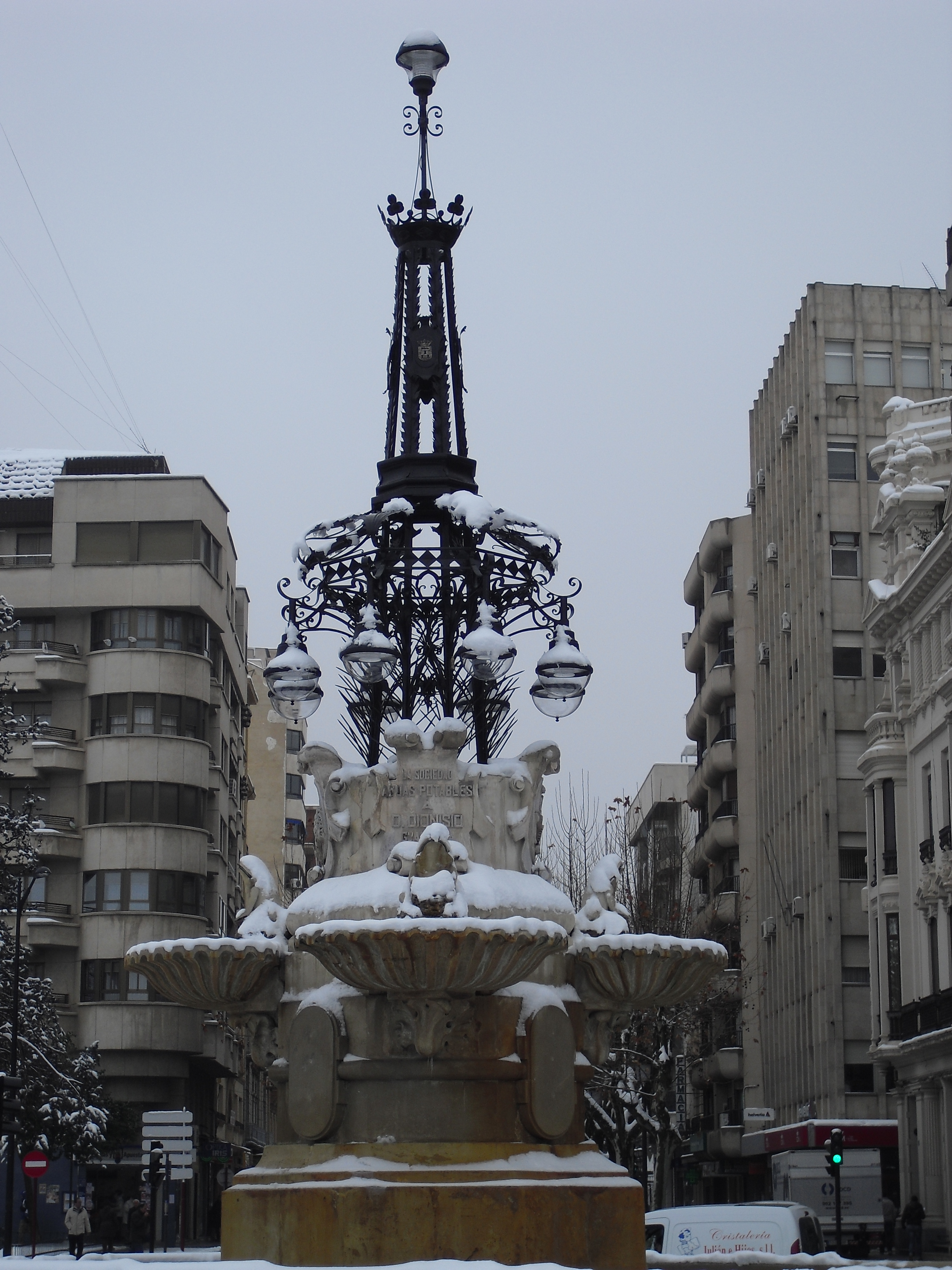
Fuente de las Ranas en plena nevada

Dentro de los límites del barrio se sitúan importantes monumentos y esculturas de la ciudad como la fuente de las Ranas, El Sembrador o el monumento al Quijote.
La fuente de las Ranas, tal y como se aprecia en la imagen, contiene una farola forjada en hierro dulce de 1400 kilogramos, 6,75 metros de altura y un diámetro de 3,40 metros con forma octogonal, realizada por el orfebre José Enrique Melero, recuperando de esta forma el estado original con el que fue construida en 1916. Se encuentra ubicada en la rotonda de El Sembrador, en el paseo de la Cuba.

## Fiestas
Las fiestas oficiales del barrio se celebran anualmente en torno al 17 de enero.

## Transporte

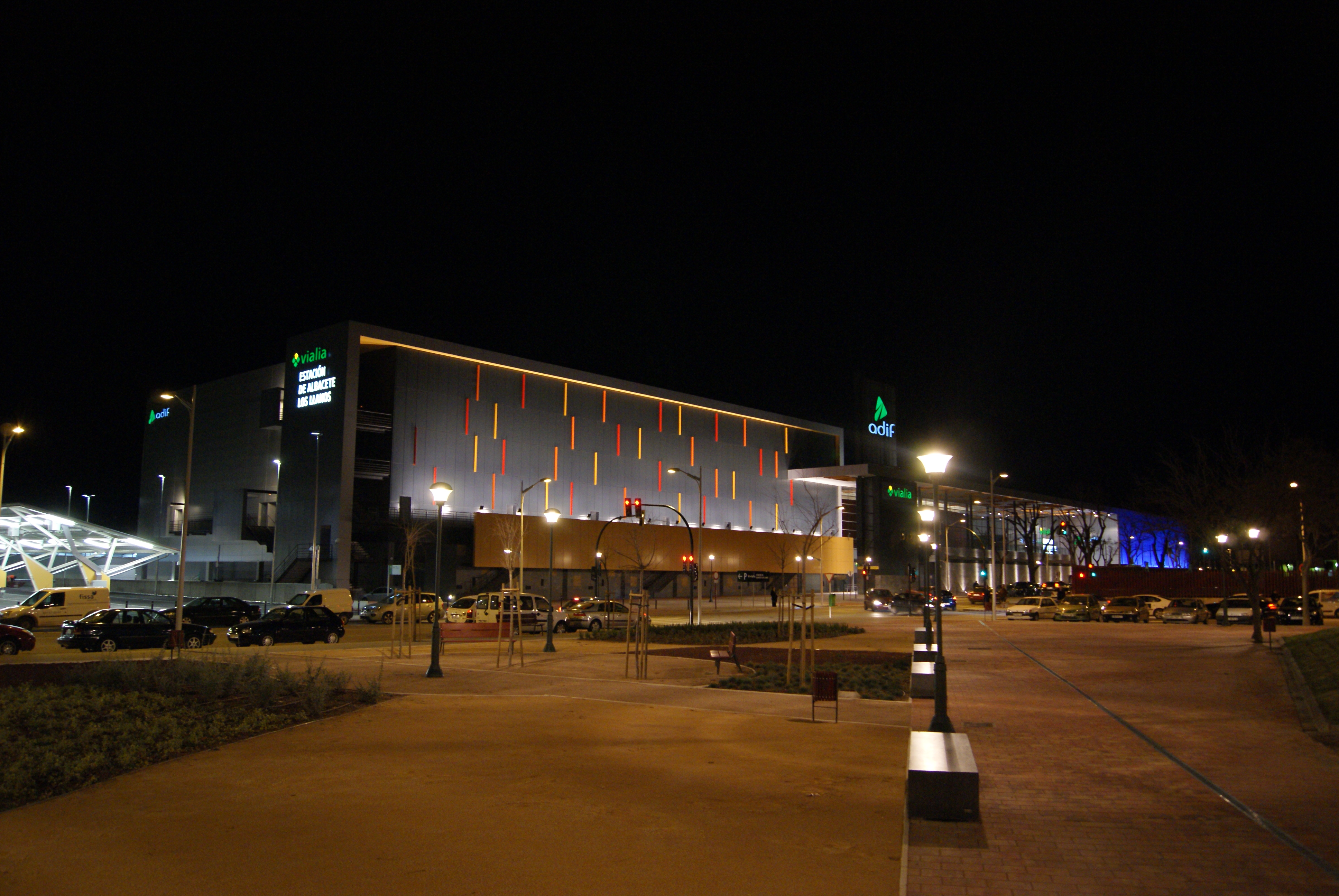
Exteriores de la Estación de Albacete-Los Llanos

El barrio alberga parte de la Estación de Albacete-Los Llanos, situada entre los barrios de San Antonio Abad y Polígono San Antón, en la calle Federico García Lorca. La estación cuenta con el Centro Comercial Vialia en su interior, en el que están presente empresas como McDonalds, Yelmo Cines o McFit.
En autobús urbano, el barrio queda conectado mediante las siguientes líneas:
| Línea | Trayecto | Recorrido                                                        | Frecuencia    |
| ----- | --- | ---------------------------------------------------------------- | ------------- |
|       | Campus UCLM - Hospital Perpetuo Socorro | Recorrido Archivado el 22 de febrero de 2014 en Wayback Machine. | 12-18 minutos |
|       | Barrio San Pedro - Los Llanos del Águila - Parque Lineal - Parque Empresarial Campollano                                                    | Recorrido Archivado el 25 de febrero de 2014 en Wayback Machine. | 15-20 minutos |
|       | Estación de Ferrocarril - Estación de Autobuses - Hospital General Universitario - Hospital Universitario Ntra. Señora del Perpetuo Socorro | Recorrido Archivado el 22 de febrero de 2014 en Wayback Machine. | 15-22 minutos |